# Britain and Ireland's Next Top Model (settima edizione)
La settima stagione del celebre programma è andata in onda sul canale Sky Living dal 4 luglio al 26 settembre 2011 col nuovo titolo di Britain & Ireland's Next Top Model, in quanto è stato aperto l'accesso anche a concorrenti provenienti dall'Irlanda.

Tutta la giuria della precedente edizione è stata confermata: la conduttrice Elle Macpherson, lo stilista Julien MacDonald, il volto noto inglese Grace Woodward e il modello Charley Speed; novità (non troppo gradita dal pubblico) dell'edizione sono stati quattro episodi su tredici totali dedicati ai casting lungo tutto il Regno Unito e l'Irlanda. La vera e propria competizione è infatti iniziata dal quinto episodio.

90 aspiranti modelle sono state mostrate al pubblico, ma solo in 13 hanno avuto accesso alla fase finale; la vincitrice è stata la ventenne Jade Thompson di Stoke-on-Trent, Inghilterra, la quale ha portato a casa un contratto con l'agenzia "Models 1", un servizio con copertina per la rivista "Company Magazine", un contratto da 100.000 sterline con la Revlon, un viaggio pagato in Giamaica, una campagna pubblicitaria per la "Miss Selfridge" e una nuovissima automobile Peugeot RCZ.

Le destinazioni internazionali sono state Dublino, in Irlanda e Miami, negli Stati Uniti.

La concorrente Justė Juozapaitytė sta attualmente partecipando alla quinta edizione di "Top Model po-russki".

## Concorrenti
(L'età si riferisce al tempo della messa in onda del programma)
| Concorrente             | Età | Altezza | Provenienza                  | Posizionamento |
| ----------------------- | --- | ------- | ---------------------------- | -------------- |
| Kimberleigh Spreadbury  | 20  | 183 cm  | Surrey, Inghilterra          | 13./12.        |
| Joanne Northey          | 19  | 178 cm  | Greystones, Irlanda          | 13./12.        |
| Ufuoma Itoje            | 20  | 175 cm  | Londra, Inghilterra          | 11.            |
| Hannah Devane           | 21  | 178 cm  | Dublino, Irlanda             | 10.            |
| Holly Higgins           | 23  | 183 cm  | Cardiff, Galles              | 9./8.          |
| Amy Woodman             | 22  | 180 cm  | Norwich, Inghilterra         | 9./8.          |
| Tanya Mihailovic        | 23  | 183 cm  | Birmingham, Inghilterra      | 7./6.          |
| Stacey Haskins          | 19  | 178 cm  | Belfast, Irlanda del Nord    | 7./6.          |
| Jessica Abidde          | 23  | 183 cm  | Londra, Inghilterra          | 5.             |
| Imogen Leaver           | 19  | 178 cm  | Southend-on-Sea, Inghilterra | 4./3.          |
| Anastasija Bogatirijova | 19  | 180 cm  | Reading, Inghilterra         | 4./3.          |
| Justė Juozapaitytė      | 20  | 183 cm  | Londra, Inghilterra          | 2.             |
| Jade Thompson           | 20  | 178 cm  | Stoke-on-Trent, Inghilterra  | Vincitrice     |

### Ordine di chiamata
| 1  | Tanya       | Holly       | Jessica    | Jade       | Anastasija | Jade       | Imogen     | Justė      | Justė      | Jade  |  |  |  |  |
| 2  | Jade        | Justė       | Tanya      | Stacey     | Jessica    | Anastasija | Jade       | Imogen     | Jade       | Justė |  |  |  |  |
| 3  | Kimberleigh | Stacey      | Holly      | Anastasija | Justė      | Jessica    | Jessica    | Jade       | Anastasija |       |  |  |  |  |
| 4  | Justė       | Tanya       | Justė      | Imogen     | Imogen     | Justė      | Justė      | Anastasija | Imogen     |       |  |  |  |  |
| 5  | Jessica     | Ufuoma      | Hannah     | Jessica    | Stacey     | Imogen     | Anastasija | Jessica    |            |       |  |  |  |  |
| 6  | Hannah      | Hannah      | Anastasija | Justė      | Tanya      | Stacey     |            |            |            |       |  |  |  |  |
| 7  | Amy         | Jade        | Imogen     | Tanya      | Jade       | Tanya      |            |            |            |       |  |  |  |  |
| 8  | Joanne      | Amy         | Jade       | Holly      | Amy        |            |            |            |            |       |  |  |  |  |
| 9  | Stacey      | Jessica     | Amy        | Amy        | Holly      |            |            |            |            |       |  |  |  |  |
| 10 | Anastasija  | Imogen      | Stacey     | Hannah     |            |            |            |            |            |       |  |  |  |  |
| 11 | Holly       | Anastasija  | Ufuoma     |            |            |            |            |            |            |       |  |  |  |  |
| 12 | Imogen      | Joanne      |            |            |            |            |            |            |            |       |  |  |  |  |
| 13 | Ufuoma      | Kimberleigh |            |            |            |            |            |            |            |       |  |  |  |  |

- I primi tre episodi vedono i giudici durante i casting in tutto il Regno Unito e l'Irlanda
- Nel quarto episodio vengono scelte le 13 finaliste (inizialmente 12, ma Ufuoma viene aggiunta all'ultimo momento)
- Gli episodi 5, 8, 9 e 12 vedono tre concorrenti al ballottaggio con due di loro eliminate
- Nell'episodio 10, Anastasija non riesce a viaggiare a Miami a causa di problemi col passaporto; le quattro concorrenti rimanenti vengono tutte fatte avanzare al turno successivo
- Nell'episodio 11, Anastasija torna in gara avendo risolto i problemi burocratici

     La concorrente viene inserita in finale per una decisione dell'ultimo momento
     La concorrente è stata eliminata
     La concorrente è parte di una non-eliminazione
     La concorrente ha vinto il concorso

### Servizi
- Episodio 4: In posa con abiti semplici; Dentro una cassa di vetro, in coppia e con orologi "Sekonda"
- Episodio 5: Party col Cappellaio Matto
- Episodio 6: Nudi artistici
- Episodio 7: In posa con uccelli selvatici
- Episodio 8: Ballerine
- Episodio 9: Dee dei mari; Beauty shoots in bianco e nero
- Episodio 10: Beauty shoots per "Revlon"; in un bar con Charley Speed
- Episodio 11: Matrimonio nelle Everglades
- Episodio 12: Modamare in spiaggia

### Giudici
- Elle Macpherson
- Julien MacDonald
- Grace Woodward
- Charley Speed